# しんかい2000
しんかい2000（しんかいにせん）は、海洋科学技術センター（現: 海洋研究開発機構）が所有、運用していた有人潜水調査船。日本初の有人深海調査船「しんかい」の後継機として三菱重工神戸造船所で製作、1981年に完成し、2002年11月まで運航された。現在では新江ノ島水族館で動態保存・展示されている。

## 設計

### 船体
艇体前部に収納された球形の耐圧殻の中に乗員3名が乗り込み潜航する。耐圧殻には3個の窓があり、乗員はそこから海中を覗き見て操縦および観察調査を行う。また、前部にはマニピュレーターが装備されており、試料の採集を行うことができる。

### 推進システム
海中における移動は、主に艇尾にある主スクリューを用いて行う。また、艇の両舷に1個ずつ補助スクリューがあり、微細な姿勢制御と下降、上昇補助をそれを用いて行う。
下降上昇のメカニズムは下降時には耐圧殻と垂直安定フィンの間の胴体上部にある主バラストタンクと耐圧殻後部の補助タンクに海水ポンプを作動させ海水を充填。上昇時エアと入れ替える事により浮力を得る。
入水時、数ミリの鉄の小さな玉の入ったショットバラスト装置の中には700kg充填されており、上昇時に底部の電磁栓を開き船外に放出し、補助スクリューやバラストタンク、浮力材との組み合わせで上昇できる仕組みである。
前後のトリム調整は耐圧殻前方と垂直安定フィン直下にある水銀移動式トリムタンクでの調整。これも補助スクリューとの組み合わせによって水平姿勢を保つ。

### 船内設備

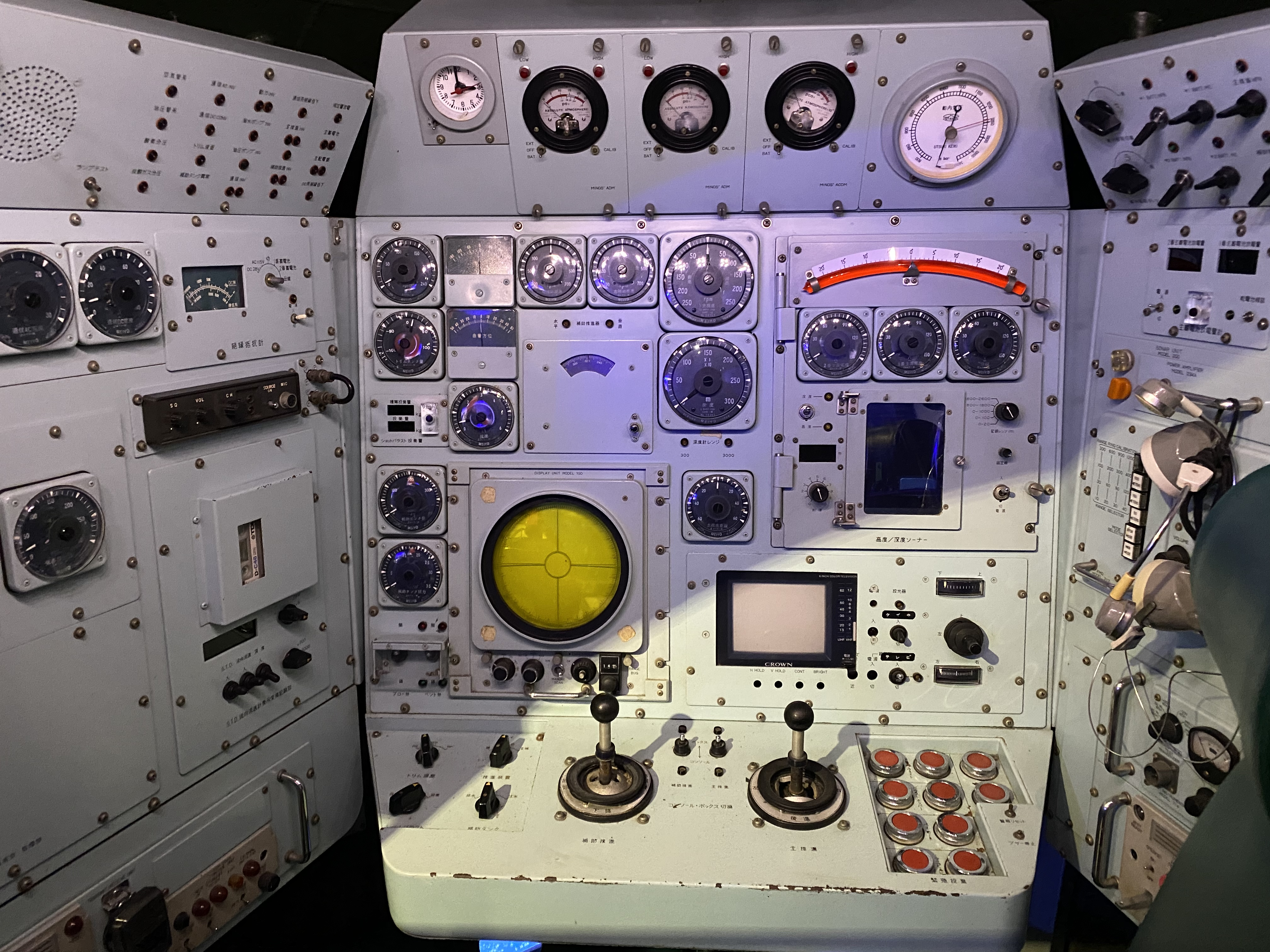
しんかい2000の計器類

耐圧殻内のコントロールコンソール、主だった通信機器への電力供給は船体胴体底部にある主蓄電池(銀亜鉛蓄電池2台)を胴体後部にある浮力材(中空ガラス球内包式シンタクチックフォーム)前にあるインバータでの直流→交流変換により通信機器への電力を供給している。
母艦との通信、画像、ビデオ伝送のやりとりとしては船首にあるトランスポンダ、水中通話機ならびに海面に上がった時の母艦からのレーダー補足用に垂直安定フィン上部にレーダーリフレクタを備えている。
調査、計測用機器としては船首部分にCTD/DOでの塩分濃度、水温、水深、水中酸素濃度がコンソール表示板にデジタル表示される。また、前方障害物捕捉用にソナーを持っている。

### 運用
長距離航行能力はもっておらず、母船（支援母船「なつしま」）に搭載されて潜航地点まで輸送され、そこで海上に吊り降ろされて潜航に入る。全体的な潜水調査船システムとしてはしんかい、支援母船「なつしま」および陸上基地の3つからなる。

## 主な調査、運用内容
- 海底鉱物資源の調査:石油、天然ガス、マンガンノジュール、燐灰土、鉱床等の調査
- 深海生物資源の調査:底ダラ類などの未利用深海生物資源の調査
- 海洋構造物の状況調査:海底ケーブルの敷設状況などの調査
- 海洋物理学の調査研究:海運、気象及び水産などに関係の深い海中の水温、塩分、流向流速などの調査研究
- 地球物理学の調査研究:地震予知などに関連する海底地形、海底構造、重力、磁力などの調査研究

## 退役後
2002年11月11日の1,411回目の潜航後運航停止。2004年3月に廃船となった。
「しんかい2000」で養った機器技術やシステム開発、運用実績を基に、後継艇の「しんかい6500」や「かいこう」が建造され運用中である。
その後、海洋研究開発機構の潜水船整備棟内で展示され、2006年8月頃には、船の科学館敷地内にてテントを張った上で展示されていた。2011年に外部展示先の公募が行われ、2012年7月14日より新江ノ島水族館（神奈川県）において常設展示が行われている。なお、2017年6月25日に日本機械学会が認定している機械遺産に指定された。

## 要目
- 全長: 9.3m
- 幅: 3.0m
- 高さ: 2.9m
- 重量: 約24t
- 乗員数: 3名（パイロット2名、研究者1名）
- 最大潜航深度: 2000メートル
- 耐圧殻内径: 2.2m （厚さ30mm、材料NS90[4]）
- 最大速力: 3.0ノット
- 潜航時間: 7時間(水深2000m上標準潜航時間:約8時間)
- ペイロード許容重量:100kg
- ライフサポート:3名に対し80時間以上

## 登場作品

### 映画
『首都消失』
「物体O」の潜水調査に向かうが、「物体O」のバリアは海底にまで及んでおり、調査を断念する。
『日本沈没』
2006年版にわだつみ2000の名称で登場。退役して展示されていたが、わだつみ6500の喪失に伴い急遽復帰する。

### ゲーム
『スプラトゥーン2』
直接登場する訳ではないが、ダウンロードコンテンツ『オクト・エキスパンション』に登場するアイテム「NAMACO端末」はしんかい2000が形状のモデルとなっている。